# Thạnh Đông, Tân Hiệp
Thạnh Đông là một xã thuộc huyện Tân Hiệp, tỉnh Kiên Giang, Việt Nam.

## Địa lý
Xã Thạnh Đông có vị trí địa lý:
- Phía đông giáp huyện Giồng Riềng
- Phía tây giáp xã Tân Hiệp A
- Phía nam giáp xã Thạnh Đông A
- Phía bắc giáp thị trấn Tân Hiệp và xã Thạnh Đông B.

Xã Thạnh Đông có diện tích 51,54 km², dân số năm 2020 là 15.501 người, mật độ dân số đạt 301 người/km².

## Hành chính
Xã Thạnh Đông được chia thành 8 ấp: Đá Nổi A, Đá Nổi B, Đông Lộc, Kinh 9A, Kinh 9B, Tân Thạnh, Thạnh Lộc, Thạnh Tây.

## Lịch sử
Ngày 18 tháng 3 năm 1997, Chính phủ ban hành Nghị định số 23-CP về việc thành lập xã Thạnh Đông trên cơ sở 5.438,06 ha diện tích tự nhiên và 15.169 nhân khẩu của xã Thạnh Đông B.
Ngày 7 tháng 2 năm 2005, Chính phủ ban hành Nghị định 15/2005/NĐ-CP về việc điều chỉnh 434,71 ha diện tích tự nhiên và 1.232 nhân khẩu của xã Thạnh Đông về thị trấn Tân Hiệp quản lý.
Sau khi điều chỉnh địa giới hành chính, xã Thạnh Đông còn lại 5.010,83 ha diện tích tự nhiên và 16.885 nhân khẩu.
Ngày 25 tháng 11 năm 2019, Hội đồng Nhân dân tỉnh Kiên Giang ban hành Nghị quyết về việc sáp nhập ấp Tân Hưng vào ấp Thạnh Lộc.